# Kijūrō Shidehara
Kijūrō Shidehara (幣原 喜重郎, Shidehara Kijūrō, 11 août 1872 à Kadoma - 10 mars 1951) est un homme d'État, 44e Premier ministre du Japon du 9 octobre 1945 au 22 mai 1946.

## Biographie
Alors Premier ministre du Japon du 9 octobre 1945 au 22 mai 1946, il joue un rôle important lors des négociations entre le Japon et les États-Unis au sujet de l’établissement d'une nouvelle constitution. Des historiens pensent que ce serait Shidehara qui aurait eu l’idée de l'article 9 de ce texte, qui garantit le pacifisme du Japon. Il est possible qu'il se soit inspiré d'une lettre de Toshio Shiratori, ancien ambassadeur du Japon en Italie et qui attendait son procès pour crime de guerre, à Shigeru Yoshida, alors ministre, qu'il lui a transféré le 20 janvier.
Entre 1919 et 1922, il est ambassadeur du Japon aux États-Unis.